# Star Lights
『Star Lights』（スター・ライツ）は、浅香唯の2枚目のスタジオ・アルバム。1987年2月28日にマイカルハミングバードよりリリースされた。

## 概要
ファーストアルバム『Crystal Eyes』はオリコンで100位以内に入らなかったが、自身主演のフジテレビ系ドラマ『スケバン刑事III 少女忍法帖伝奇』の主題歌「STAR」のヒットにより、今作でアルバム・チャートに初めてランクイン、かつベストテン入りを果たした。
シングル「コンプレックスBANZAI!!」はSpecial Mix Versionで収録。シングル3枚のA・B面全てが収録されている為、このアルバム用の新曲は実質4曲のみである。
1995年に、ワーナーミュージック・ジャパンより廉価盤として再発売された。さらに2010年7月7日にはワーナーミュージック・ジャパンから紙ジャケットCDとして再発売され、収録音源には2010年24ビット最新デジタルリマスタリングが施されている。

## 収録曲

### LP

#### SIDE A
1. WEEKEND GIRLS
作詞：吉元由美／作曲：MANNA／編曲：大谷和夫
2. 星空のディスコティック 〜Dancin' on the Street〜
作詞：森由里子／作曲：古堅整／編曲：大谷和夫
3. 10月のクリスマス
作詞：森浩美／作曲：吉実明宏／編曲：若草恵
  - 5枚目のシングル表題曲。
4. ひとりぼっちの卒業式
作詞：吉元由美／作曲：和泉常寛／編曲：大谷和夫
5. STAR
作詞：有川正沙子／作曲：タケカワユキヒデ／編曲：鷺巣詩郎
  - 6枚目のシングル表題曲。

#### SIDE B
1. コンプレックスBANZAI!!（Special mix version）
作詞：神沢礼江／作曲：三浦一年／編曲：西本明
  - 4枚目のシングル表題曲のアルバムバージョン。
2. 乙女のX day
作詞：森雪之丞／作曲：中崎英也／編曲：西本明
  - 「コンプレックスBANZAI!!」のB面曲。
3. April Dreamer
作詞：有川正沙子／作曲：和泉常寛／編曲：大谷和夫
4. こんなに涙がこぼれるなんて
作詞：松井五郎／作曲：井上ヨシマサ／編曲：若草恵
  - 「10月のクリスマス」のB面曲。
5. もう一度逢えるなら
作詞：松井五郎／作曲：中崎英也／編曲：鷺巣詩郎
  - 「STAR」のB面曲。

### CD
1. WEEKEND GIRLS
2. 星空のディスコティック 〜Dancin' on the Street〜
3. 10月のクリスマス
4. ひとりぼっちの卒業式
5. STAR
6. コンプレックスBANZAI!! (Special Mix Version)
7. 乙女のX day
8. April Dreamer
9. こんなに涙がこぼれるなんて
10. もう一度逢えるなら

### 紙ジャケットCD盤
1. WEEKEND GIRLS
2. 星空のディスコティック 〜Dancin' on the Street〜
3. 10月のクリスマス
4. ひとりぼっちの卒業式
5. STAR
6. コンプレックスBANZAI!! (Special Mix Version)
7. 乙女のX day
8. April Dreamer
9. こんなに涙がこぼれるなんて
10. もう一度逢えるなら

#### ボーナス・トラック
1. コンプレックスBANZAI!!（オリジナルMix オリジナルカラオケ）
2. 10月のクリスマス（オリジナルカラオケ）
3. STAR（オリジナルカラオケ）
4. もう一度逢えるなら（オリジナルカラオケ）

## 関連作品
- 浅香唯大全集 THE COMPLETE BOX
- 紙ジャケットCD-BOX
- 浅香唯 30周年記念コンプリートBOX